# 達默 (勃蘭登堡州)
马克地区达默（德語：Dahme/Mark），简称达默（德語：Dahme，發音：[ˈdaːmə] ⓘ），是德国勃兰登堡州泰尔托-弗莱明县的城市，面积162.59平方千米，2023年12月31日人口为4,863人。